# CartoDB
CartoDBはウェブブラウザ上で地理情報システムとウェブマッピングを機能させるSaaSクラウドコンピューティングプラットフォームである。
フリーミアムを採用しており、ホスト型環境にて一定量以上使用した際には課金される。
2011年9月にデンバーにてFOSS4Gがベータ版を発表し、2012年4月にWhere2.0においてプレビュー版が公開された
。

## 技術
PostGISとPostgreSQLなどのオープンソースソフトウェアで組まれており、フロントエンドでのウェブアプリケーションやバックエンドでのAPIを基にしたNode.js、クライアント側のライブラリなどJavaScriptの拡張機能を用いている。
機能面では複数の主要な構成要素がある。データを編集し可視化するウェブアプリケーション面では、直感的なGUIによりCSSによる地図表示形式の管理、SQLによるデータ参照機能が利用できる。
地図API面ではクライアント側の操作に応じてレンダリングやタイル表示を動的に行うほか、SQLのAPIとしてPostgreSQLからデータを利用でき、SQL APIはJSONやGeoJSON、CSVのデータ形式で利用できる。
CartoDB.jsライブラリ面では、上記2つのAPIを統合し他のWebアプリケーションにデータを利用できる。

## コミュニティ
利用者用と新規機能投稿用の2つのコミュニティが存在し、主に掲示板やFreenodeのIRCを利用している。
多くの利用者はFOSS4Gなどの年次イベントに参加しており、その中には
アメリカ航空宇宙局やノキア、
Twitterが含まれる。